# 三条城
三条城（さんじょうじょう）は、新潟県三条市にあった日本の城。

## 歴史
最初に城が築かれた時期は不明だが、平安時代に三条左衛門が築き、前九年の役の後、安倍貞任の郎党、黒鳥兵衛が攻め落としたという。
南北朝時代には南朝方の池氏の拠点となった。
室町時代になると守護代長尾邦景方の山吉久盛の拠点となり、応永30年（1423年）には、守護上杉房朝方の中条房資・黒川基実・加地氏・新発田氏に攻められるが、黒川基実・加地氏・新発田氏が寝返り落城しなかった。
戦国時代も代々山吉氏の居城となっていたが、山吉豊守が天正5年（1577年）9月に死去すると、嗣子がなかったために弟の山吉景長が山吉氏を嗣いだが、領地は半減されて木場城に移され、三条城には神余親綱が入った。
上杉謙信の急死により勃発した御館の乱で、神余親綱は栃尾城主の本庄秀綱と示し合わせて上杉景虎に与し、上杉景勝に対抗した。景虎死後も景勝に対抗していたが、山吉景長が城内の旧臣に呼びかけて内応を誘い、天正8年（1580年）6月に落城、親綱は自刃した。
その後景勝は三条城を応急普請し甘粕景持（長重）を城主に据え、天正9年（1581年）に勃発した新発田重家の乱において中継拠点として度々利用された。
上杉景勝の会津移封後は堀秀治の家老堀直政が城主となり、直政嫡男の堀直清が城代となった。慶長5年（1600年）の上杉遺民一揆の際に攻撃を受けるも堅守。慶長15年（1610年）に堀家が改易後、同17年には松平忠輝の附家老になった松平重勝が三条城の城主となった。
元和2年（1616年）、市橋長勝が三条城主に任じられ、信濃川の対岸東側にあらたに築城したが、市橋氏は在城5年で改易となり、稲垣重綱が入ったが寛永19年（1642年）、幕府により廃城となった。